# لويس هورتادو (ممثل)
لويس هورتادو (بالإسبانية: Luis Hurtado)‏ هو ممثل إسباني، ولد في 8 سبتمبر 1898 في مدريد في إسبانيا، وتوفي في 1967.

## وصلات خارجية
- لويس هورتادو على موقع IMDb (الإنجليزية)
- لويس هورتادو على موقع قاعدة بيانات الفيلم (الإنجليزية)
- لويس هورتادو على موقع كينوبويسك (الروسية)